# NIK Avaz
NIK Avaz je novinsko-izdavačka kuća iz Sarajeva u Bosni i Hercegovini.
Avaz je osnovao Fahrudin Radončić 1995. godine. Najpoznatije izdanje ove novinske agencije je dnevni list Dnevni avaz. Osim Dnevnog avaza, tu su još i novine Azra, Sport i Express. Dnevni avaz je najpoznatiji i najčitaniji list u BiH.[nedostaje izvor] Sjedište NIK Avaza je u Avaz Twist Toweru, koji je dovršen 2008. Do tada sjedište Avaza je bilo u zgradi, koju je Fahrudin Radončić pretvorio u hotel s 5 zvjezdica. 

## Vanjske poveznice
- avaz.ba